# Phillips (rivier)
De Phillips is een efemere rivier in de regio Goldfields-Esperance in West-Australië.

## Geschiedenis
John Septimus Roe vernoemde de rivier tijdens een zuidelijke expeditie in 1848-49 naar zijn schoonzoon, Samuel Pole Phillips, een vooraanstaand West-Australisch pastoralist en politicus.

## Geografie
De Phillips ontstaat op een hoogte van 188 meter, onder Mount Madden ten noordwesten van Ravensthorpe. De rivier stroomt ongeveer 120 kilometer kilometer in zuidzuidoostelijke richting, alvorens in de 'Culham Inlet' uit te monden. Deze inham wordt soms ook een zoutmeer of lagune genoemd omdat een zandbank hem meestal van de Indische Oceaan scheidt en hij soms volledig droog komt te staan.
De rivier wordt door onder meer onderstaande waterlopen gevoed:
- Jackilup Creek (159 m)
- Twertatup Creek (128 m)
- Manyutup Creek (100 m)
- Kybulup Creek (58 m)
- Yarracarrup Creek (58 m)
- West River (51 m)

## Ecologie
De Phillips is efemeer. Ze stroomt door verscheidene waterpoelen - waaronder op een hoogte van 120 meter door de 'Cocanarup Pool'. De kleinere waterpoelen komen 's zomers soms droog te staan maar de grotere behouden water waardoor ze een verscheidenheid aan planten en dieren ondersteunen. De Acanthopagrus butcheri, Pseudogobius olorum, Leptatherina wallacei en de gevlekte snoekforel werden er aangetroffen. Het rivierwater wordt zout genoemd maar varieert van zoet tot zeer zout. Sommige waterpoelen zijn 's zomers drie maal zo zout als zeewater.
Van het 2.307 vierkante kilometer grote stroomgebied van de rivier is slechts 35 % ontbost. De benedenloop van de rivier ligt in het nationaal park Fitzgerald River. Het volledige stroomgebied bevindt zich in het door de UNESCO erkende 'Fitzgerald Biosphere Reserve'.